# 波止場しぐれ
「波止場しぐれ」（はとばしぐれ）は、1985年7月21日に発売された石川さゆりのシングルである。発売元は日本コロムビア。

## 概要
- 瀬戸内海・香川県小豆島にある「土庄港」を舞台にしたご当地ソングである。
- 1985年大晦日の「第27回日本レコード大賞」で最優秀歌唱賞を受賞、石川は嬉しさの余り涙ながらの歌唱となる。
- その後同日「第36回NHK紅白歌合戦」でも同曲を歌唱、歌の終わりで感極まる場面があった。
- 累計売上は50万枚[1]。
- 1992年、香川県小豆郡土庄町にこの曲の記念碑が建立された[1]。

## 収録曲
- 両楽曲とも、作詞：吉岡治／作曲：岡千秋／編曲：斉藤恒夫

1. 波止場しぐれ (4分15秒)
2. 夕雨子 (3分53秒)

## カバー
- 石原詢子（2009年、アルバム『日本名曲集』収録）